# Idrīs Alaoma
Idrīs ibn ᶜAlī ibn Idrīs dit Alaoma (arabe : إدْرِيس أَلَوْمَا), est un Mai (Sultan) du Bornou. Son règne, de 1564 à 1596, correspond à l'apogée du royaume du Bornou. Il a sa capitale à Birni Ngazargamo. Il meurt en campagne militaire dans une localité appelée Alao (arabe : أَلَوْ), d'où son surnom d'Idrīs Alaoma.

## Contexte
La place particulière que le Kanem Bornū occupe dans le Soudan médiéval, à la croisée des chemins entre Afrique de l'Est et de l'Ouest, entre Afrique du Nord et Subsaharienne, prend tout son sens au XVIe siècle, au moment où les Sefuwa établissent un sultanat qui pour la deuxième fois accède au statut de grande puissance régionale, après l’avoir été au Kanem au XIIIe siècle. L’empire, recentré sur le Bornou, profite de sa position stratégique dans les échanges humains pour se renforcer. La prise de Tripoli par les Ottomans en 1551 renforce le commerce transsaharien. Les armes à feu sont à ce moment introduites dans la région en même temps que de nombreux mercenaires turcs viennent au Bornou. L’islam, probablement présent dans la région dès le VIIIe siècle, se développe avec une dynamique certes faible mais nouvelle. Ce phénomène religieux et culturel a pour conséquence une multiplication des sources dans l’ensemble du Soudan et plus particulièrement au Bornū avec un récit relatant les douze premières années du règne d'Idrīs Alaoma. C'est notamment grâce à ce récit qu'Idrīs Alaoma accède à son statut de mai (roi) le plus connu du royaume du Bornou.

## Sources
Les chroniques d'Ahmad Ibn Furtū sont les témoignages les plus anciens de l’effervescence littéraire qui anima les lettrés du Soudan médiéval. Les Kitab Ghazawāt Barnū (K/B) et Kitab Ghazawāt Kānim (K/K) étonnent par leur contenu et leur volume (plus de deux cents pages à eux deux) autant que par la période très courte dont ils traitent. En effet, leur auteur Ahmad Ibn Furtū écrit ces textes douze ans seulement après l’avènement du souverain dont il relate les conquêtes, Idris Alaoma. Nous pouvons ajouter à celles-ci plusieurs récits d'ambassades diplomatiques à Tripoli, mais aussi au Maroc d'Al-Mansur et à la Porte d'Istanbul.

## Une période d'expansion politico-militaire
Les conquêtes d’Idrīs Alaoma se font au Bornou et au Kanem. Elles ont pour objectif de pacifier le pays et de rétablir les routes commerciales après une période de récession marquée par plusieurs famines avant son avènement. Cette piste du lac Tchad à Tripoli sera la route des esclaves jusqu’au XIXe siècle. Face à lui se trouvent alors plusieurs populations comme les Ngizim à l’Ouest, les Touaregs, le royaume Mandara ou la ville d’Amsaka, contre lesquels il mène plusieurs campagnes. Cependant, il faut retenir deux peuples qui prennent une grande importance dans le récit d’Ahmad Ibn Furtū : les Sao et les Boulala. Les Sao font l’objet de deux campagnes militaires. Païens fortement implantés au Bornū, ils sont décimés par les campagnes d’Idrīs Alaoma. Pour ce qui est des Bulala, ce sont les responsables du départ des Sefuwa du Kanem et ils mènent de nombreux raids depuis l’est du lac Tchad. Le K/K leur est entièrement consacré et la victoire militaire d’Idrīs Alaoma se solde alors par un traité et l’installation d’une dynastie favorable aux Sefuwa sur le Kanem.

## Un Mai réformateur

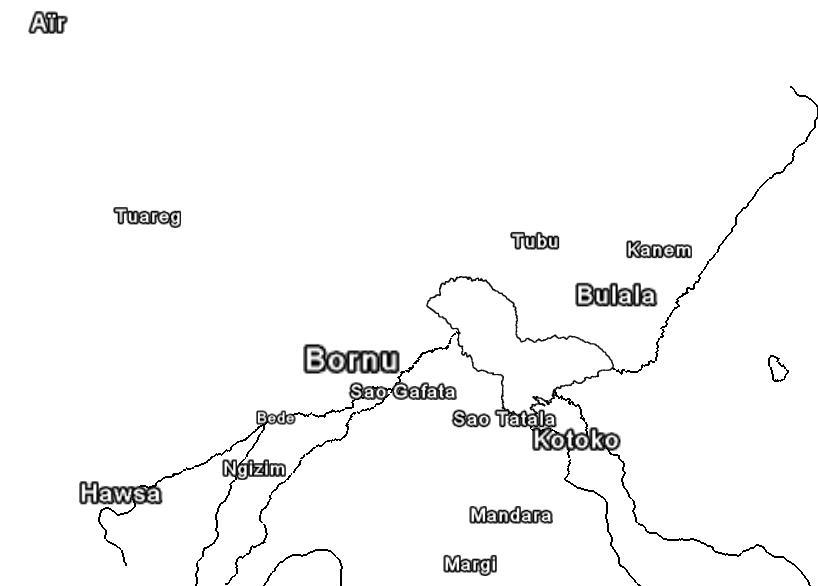
Carte de la région du lac Tchad sous Idrīs Alaoma selon les informations d’Ahmad ibn Furtū, XVIe siècle

L’action politique d’Idrīs Alaoma ne s’arrête alors pas à ses campagnes militaires victorieuses, mais il est également l’instigateur d’une politique de grandes réformes et il développe les relations diplomatiques avec le monde arabe. Ainsi, il amorce une politique active d’islamisation des élites. Minoritaires au Bornū, les Kanuri consacrent leur unité et leur supériorité sur les populations locales à travers l’islam. Dans ce cadre, Idrīs Alaoma reconstruit en dur des mosquées dans tout le royaume. Dans un pays où la construction de mosquées en bâtiment était rare et où elles étaient souvent simplement tracées sur le sol ou faites de clôtures, leur construction en briques rouges était l’incarnation des prérogatives du souverain bornouan. S’affirmant comme bon musulman, Idrīs Alaoma marque par ailleurs la royauté Sefuwa et la religion royale dans le paysage Bornouan et renforce l’affirmation territoriale de son pouvoir. La justice est également un autre signe de la centralisation des pouvoirs puisqu’elle passe du champ des chefs locaux à celui des hommes de loi, des oulémas. S’inspirant du modèle ottoman, Idris Alaoma centralise également les pouvoirs et distribue à ses fidèles, souvent des esclaves, les fiefs dépendant du pouvoir central. Enfin, Ahmad Ibn Furtū fait référence à un échange diplomatique avec le sultan ottoman Murad III, avec l’épisode de l’arrivée du « Seigneur de Stambul, Sultan de Turquie ».
Ses successeurs se montreront incapables de préserver la puissance et l’unité de ce vaste empire dont la décadence se manifeste au cours du XVIIe et surtout du XVIIIe siècle.